# David Dacko
David Dacko, född 24 mars 1930 i Mbaïki i dåvarande Franska Ekvatorialafrika, död 20 november 2003 i Yaoundé i Kamerun, var en centralafrikansk politiker och Centralafrikanska republikens president mellan 1960 och 1966 samt mellan 1979 och 1981. Under sin första mandatperiod var han den självständiga Centralafrikanska republikens första president.
Dacko arbetade som lärare och hade ministerposter i Barthélemy Bogandas regering, först jordbruksminister och i december 1958 inrikes- och administrationsminister. Efter att Boganda, som lett självständighetskampen mot det franska kolonialstyret i Centralafrika, omkom i en flygolycka 29 mars 1959 efterträdde Dacko honom som premiärminister, med hjälp av att han påstod att de var släkt. Han manövrerade i samband med detta ut Abel Goumba, som var vice premiärminister under Boganda. Dacko tog också över ledningen av Mouvement d'Évolution Sociale de l'Afrique Noire (MESAN). 13 augusti 1960 uppnådde Centralafrikanska republiken full självständighet och Dacko blev republikens förste president. Han styrde landet som en enpartistat och vann presidentvalet 1962 med bred marginal. I november 1962 avskaffades officiellt flerpartisystemet, och Goumbas parti Mouvement pour l'Évolution Démocratique de l'Afrique Centrale (MEDAC) upplöstes, varefter MESAN blev landets enda parti.
Dackos första period vid makten präglades av svåra ekonomiska problem, tilltagande korruption och en omfattande ineffektivitet inom statsapparaten. Dacko försökte förbättra statens finanser genom att satsa på utvinningen av landets rika diamantfyndigheter. Detta lyckades delvis, men på grund av ineffektivitet, inkompetens och korruption inom den offentliga förvaltningen gjorde detta lite för att förbättra statens inkomster, och landet närmaste sig bankrutt. Utrikespolitiskt sökte han sig till viss del bort från den forna kolonialmakten Frankrike och knöt närmre band till Folkrepubliken Kina, vilket gjorde att fransmännen började misstro honom.
Under nyårsnatten mellan 1965 och 1966 avsattes han i en militärkupp, ledd av hans kusin och dåvarande översten Jean-Bédel Bokassa. Dacko sattes i husarrest i Bangui, men tilläts senare återvända till sin hemby. Bokassa utropade senare sig själv till kejsare 1976. Samma år utsågs Dacko av Bokassa till sin personlige rådgivare. Senare flydde Dacko till Frankrike. Bokassa avsattes 1979 i en militärkupp iscensatt av Frankrike och Dacko återinstallerades som president med franskt militärt stöd den 20 september 1979 och landet blev åter en republik. Detta genomfördes medan Bokassa var på besök i Libyen.
Under sin andra mandatperiod kom han att betraktas som en fransk marionett eftersom han återinstallerats som president med fransk hjälp och hans popularitet förblev låg. Mandatperioden präglades av många problem. Strax efter att han återkommit på presidentposten utsattes han för ett mordförsök som han överlevde. Efter att han omvalts 1981 utbröt kravaller i Bangui. I september 1981 avsattes han återigen i en oblodig militärkupp ledd av general André Kolingba men tilläts stanna kvar i landet. Under resten av 1980-talet höll han sig borta från politiken men i presidentvalen 1992 och 1999 ställde han återigen upp som presidentkandidat, men förlorade mot sin mångårige rival, tillika Bokassaanhängaren, Ange-Félix Patassé.
Dacko förblev dock en del av oppositionen mot Patassé fram till 2003 när denne själv avsattes. Kort därefter försämrades hans hälsa och han avled på ett sjukhus i Yaoundé i Kamerun den 20 november 2003, 73 år gammal.